# Ботово (Чорноголовський міський округ)
Бо́тово (рос. Ботово) — присілок у складі Чорноголовського міського округу Московської області, Росія.

## Населення
Населення — 181 особа (2010; 161 у 2002).
Національний склад (станом на 2002 рік):
- росіяни — 96 %